# Camilla Luddington
Camilla Anne Luddington, född 15 december 1983 i Ascot i Berkshire, är en brittisk skådespelare. Hon har bland annat gjort rollen som Catherine Middleton i filmen William & Kate och som Jo Wilson i TV-serien Grey's Anatomy. År 2013 gjorde Luddington rösten till Lara Croft i datorspelet Tomb Raider.

## Biografi
Camilla Luddington har två bröder och en yngre syster.

## Filmografi

### Film
| År   | Titel                                                  | Roll                       | Anmärkning |
| ---- | ------------------------------------------------------ | -------------------------- | ---------- |
| 2007 | A Couple of White Chicks at the Hairdresser            | Receptionist 2             |            |
| 2009 | Behaving Badly                                         | Flyg Telefonist            |            |
| 2009 | Serving Time                                           | TV-film                    |            |
| 2010 | Pride and Prejudice and Zombies: Dawn of the Dreadfuls | Jane Bennet                | Kortfilm   |
| 2010 | The Filming of Shakey Willis                           | Brooke                     | Kortfilm   |
| 2011 | William & Kate                                         | Catherine "Kate" Middleton | TV-film    |
| 2011 | Accidentally in Love                                   | Sandra                     | TV-film    |
| 2014 | The Pact II                                            | June Abbott                |            |

### TV
| År    | Titel                          | Roll                  | Anmärkning                          |
| ----- | ------------------------------ | --------------------- | ----------------------------------- |
| 2010  | The Forgotten                  | Emma Clark / Jane Doe | Avsnittet: "Train Jane"             |
| 2010  | CSI: Crime Scene Investigation | Claire                | Avsnittet: "Lost & Found"           |
| 2010  | Våra bästa år                  | Tiffany               | 1 avsnitt                           |
| 2010  | Big Time Rush                  | Rebecca               | Avsnittet: "Big Time Concert"       |
| 2011  | The Defenders                  | Talia                 | Avsnittet: "Nevada v. Wayne"        |
| 2011  | Friends with Benefits          |                       | Avsnittet: "The Benefit of Friends" |
| 2012  | Friend Me                      | Brandi                |                                     |
| 2012  | Californication                | Lizzie                | 10 avsnitt                          |
| 2012  | True Blood                     | Claudette             | 6 avsnitt                           |
| 2012– | Grey's Anatomy                 | Jo Wilson             |                                     |